# Катерхам Ф1 тим
Катерхам Ф1 тим је Малезијска екипа са седиштем у Уједињеном Краљевству која се такмичи у шампионату Формуле 1. Тим се под именом Катерхам по први пут такмичи у сезони 2012. пошто је током 2010. био познат као Лотус рејсинг, а 2011 као Тим Лотус. До преименовања је дошло кадаје шеф екипе Тони Фернандез купио Британског произвођача спортских аутомобила и формирао Катерхам групу.

## Историја

### Формирање тима и повратак Лотус имена у Формулу 1
Екипа је основана 2010. под именом Лотус рејсинг и њом је управљао 1Малезија рејсинг тим који представља приватни пројекат који је у заједничком власништву Тјун Групе и Наза Групе у сарадњи са Малезијском владом и конзорцијумом Малезијских предузетника.
Протон, Малезијска ауто компанија која је власник компаније Лотус Аутомобили, дала је дозволу да екипа користи Лотус име у Формули 1. Малезијска влада је рекла да она неће директно улагати у тим већ искључиво кроз компанију Протон. Овај пројекат је био део иницијативе 1Малезија тима да промовише јединство међу Малезијцима.
Екипа је формирана пошто је Лајтспид, тим из Ф3 серије, ступио у контакт са Малезијским предузетником Тонијем Фернандезом чија је авио-компанија ЕрАзија већ спонзорисала Вилијамс у Формули1.
Лајтспид је још раније поднео захтев за улазак у Формула 1Формулу 1 под именом Тим Лотус, али је он одбијен.
Деби Лотус рејсинга је означио и повратак Лотус имена у Формула 1Формулу 1, први пут након 1994 када је оригинална Британска компанија одлучила да се повуче.
Седиште екипе је у Норфоку у Уједињеном Краљевству, 16 km од Лотусове фабрике. Технички центар за истраживање и развој је првобитно требало да буде изграђен у Малезији поред стазе Сепанг, али је Фернандез касније рекао да ће екипа остати у Норфоку.

### 2010.
Развој болида за 2010. је каснио пошто је екипа примљена у Формулу 1 тек након одласка БМВ-а. На аеродинамици се радило у сарадњи са Фондтеком, а екипа је одличила да користи Косворт моторе, и мењаче које је правио Екстрак The design was revealed in October 2009 at the start of the wind tunnel programme.. Дизајн болида је представљен у октобру 2009. пред почетак развојног програма у ваздушном тунелу.
У децембру 2009. је потврђено да ће за екипу у првој сезони возити Хејки Ковалајнен који је дошао из Макларена и Јарно Трули који је дошао из Тојоте која се на крају сезоне повукла из Формуле 1.
Болид који је имао ознаку Т127 је први пут тестиран у Силверстону 9. фебруара, а званично је представљен три дана касиније у Лондону.
Лотус рејсинг је дебитовао на првој трци сезоне у Бахреину и оба возача су на крају била класификована, иако је Трули у последњем кругу морао да одустане због проблема са хидрауликом. У јуну је екипа обележила петстоту трку у историји Лотуса, а на Великој награди Велике Британије су се појавиле информације да је Лотус близу постизања договора са Реноом за 2011. око снабдевања моторима. Такође је откривено да ће се екипа у 2011. звати Тим Лотус.
И поред тога што нису освојили ни један поен, Лотус је завршио на десетом месту у шампионату конструктора испред такође нових тимова Вирџина и Хиспаније захваљујући дванаестој позицији Хејкија Ковалајнена на Великој награди Јапана. Финац је такође у два наврата успео да се пробије у другу квалификациону рунду и то на тркама у Малезији и Белгији.

### 2011.
Лотус рејсинг је 5. октобра 2010. објавио да је постигао договор са Ред бул технолоџијем о снабдевању мењачима и хидрауличним системима од 2011. Поред овога, велики број запослених из Форс Индије је прешао у Лотус како би помогли у развоју новог болида.
У октобру 2010. екипа је потврдила да ће изградити нови ваздушни тунел у својој бази у Уједињеном Краљевству, а месец дана касиније је потврђено да ће се екипа у сезони 2011 такмичити под именом Тим Лотус које је било у приватном власништву, пошто је компанија Протон прекинула уговор са Фернандезом и забранила коришћење имена Лотус рејсинг.
Екипа је очекивала да ће се у 2011. борити у средини поретка, а Јарно Трули је изјавио да је тим силно мотивисан када је објављено да ће Лотус бити главни спонзор ривалске екипе Рено Ф1.
Иако је темпо болида Т128 био знатно бољи од оног из 2010. екипа није успела да анулира предност тимова из средине током сезоне. Ипак тим је поново био знатно бољи од Вирџина и Хиспаније.
Тим је поново сезону завршио без бодова и на десетој позицији у шампионату конструктора.

### 2012. преименовање у Катерхам Ф1 Тим
Када је компанија Протон 2011. почела судски поступак против екипе, Тони Фернандез је купио компанију Катерхам аутомобили. Тим се крајем 2011 пријавио за сезону 2012 под именом Катерхам Ф1 Тим, док је екипа Реноа променила име у Лотус Ф1.
Ковалајнен и Трули су продужили уговоре са екипом, а у јануару 2012. је најављено да ће се тим преселити у Латфилд технички центар у Латфилду, у Оксфордширу где је раније било седиште тимова Ероуз, и Супер Агури.
Болид за 2012. има ознаку ЦТ01, а екипа по први пут користи КЕРС систем.
У фебруару је објављено да ће Виталиј Петров заменити Јарна Трулија у 2012. години.